# ماریا برژنی
ماریا برژنیی (مجاری: Mária Berzsenyi؛ زادهٔ ۳۱ اکتبر ۱۹۴۶) بازیکن هندبال اهل مجارستان است.